# Asbecesta quadripustulata
Asbecesta quadripustulata es un coleóptero de la familia Chrysomelidae. Fue descrita científicamente por primera vez en 1940 por Laboissiere.